# Anna Silvetti
Anna Silvetti (Barcelone; 17 mai 1957), est une actrice hispano-mexicaine.

## Télévision

### Telenovelas
Comme actrice
- 1982 : Vivir enamorada (Televisa) : Adriana
- 1983 : La pasión de Isabela (Televisa) : Regina
- 1984 : Veneno para las hadas (Televisa) : Fabiola's Mother
- 1986 : Crónica de familia (Televisa) : Jennie Iturbide
- 1986 : La gloria y el infierno (Televisa) : Adriana
- 1987 - 1988 : Rosa salvaje (Televisa) : Eva
- 1988 : El pecado de Oyuki (Televisa) : Elianne
- 1989 : Morir para vivir (Televisa) : Mercedes Guzmán
- 1990 - 1991 : Amor de nadie (Televisa) : Nancy
- 1992 : De frente al sol (Televisa) : Noemí
- 1993 - 1994 : Buscando el paraíso (Televisa) : Carmelita
- 1994 - 1995 : Agujetas de color de rosa (Televisa) : Isaura
- 1994 : Buscando el paraíso (Televisa) : Laura
- 1995 - 1996 : Lazos de amor (Televisa) : Cecilia
- 1996 : Para toda la vida (Televisa) : Flora Valderomos
- 1997 : Pueblo chico, infierno grande (Televisa) : Cleotilde
- 1998 : La mujer de mi vida (Venevisión-Univision) : Ricarda Reyes vda. de Thompson
- 2001 : Secreto de amor (Venevisión) : Victoria Viloria
- 2003 : Rebeca (Venevisión) : Dionisia Pérez
- 2005 - 2006 : Le corps du désir (El cuerpo del deseo) (Telemundo) : Abigail Domínguez
- 2007 : Amor comprado (Venevisión) : Morgana de la Fuente
- 2010 - 2011 : Eva Luna (Venevisión-Univision) : Renata Valdez
- 2013 : Rosario (Univision-Venevisión) : Caridad Chávez
- 2014 : Cosita linda (Univision-Venevisión) : Consuelo Pérez
- 2015 : Voltea pa' que te enamores (Univision-Venevisión) : Anna

Comme réalisatrice
- 2015 : Voltea pa' que te enamores (Univision-Venevisión)

### Séries et unitaires
- 1990 : Tu decides sobre el sida (Televisa)
- Mujer, casos de la vida real (Televisa)
  - 1997 : El gran pecado

### Doublage
- Los padrinos mágicos - Wanda, Anti-Wanda et Sprig Speevak's Mother
  - La hora poderosa de Jimmy y Timmy 2: ¡Cuando los genios chocan! - Wanda et Anti-Wanda
  - La hora poderosa de Jimmy y Timmy 3: creadores de monstruos - Wanda
- South Park - La mère de Kyle